# 마리 홀랜드
메리 홀랜드(Mary Holland, 1985년 6월 24일 ~ )는 미국의 배우이다.

## 출연 작품

### 텔레비전
- Blunt Talk (2015-16)

### 영화
- 나이트비치 (2023) - 미리암 역